# 大烏戈利卡河

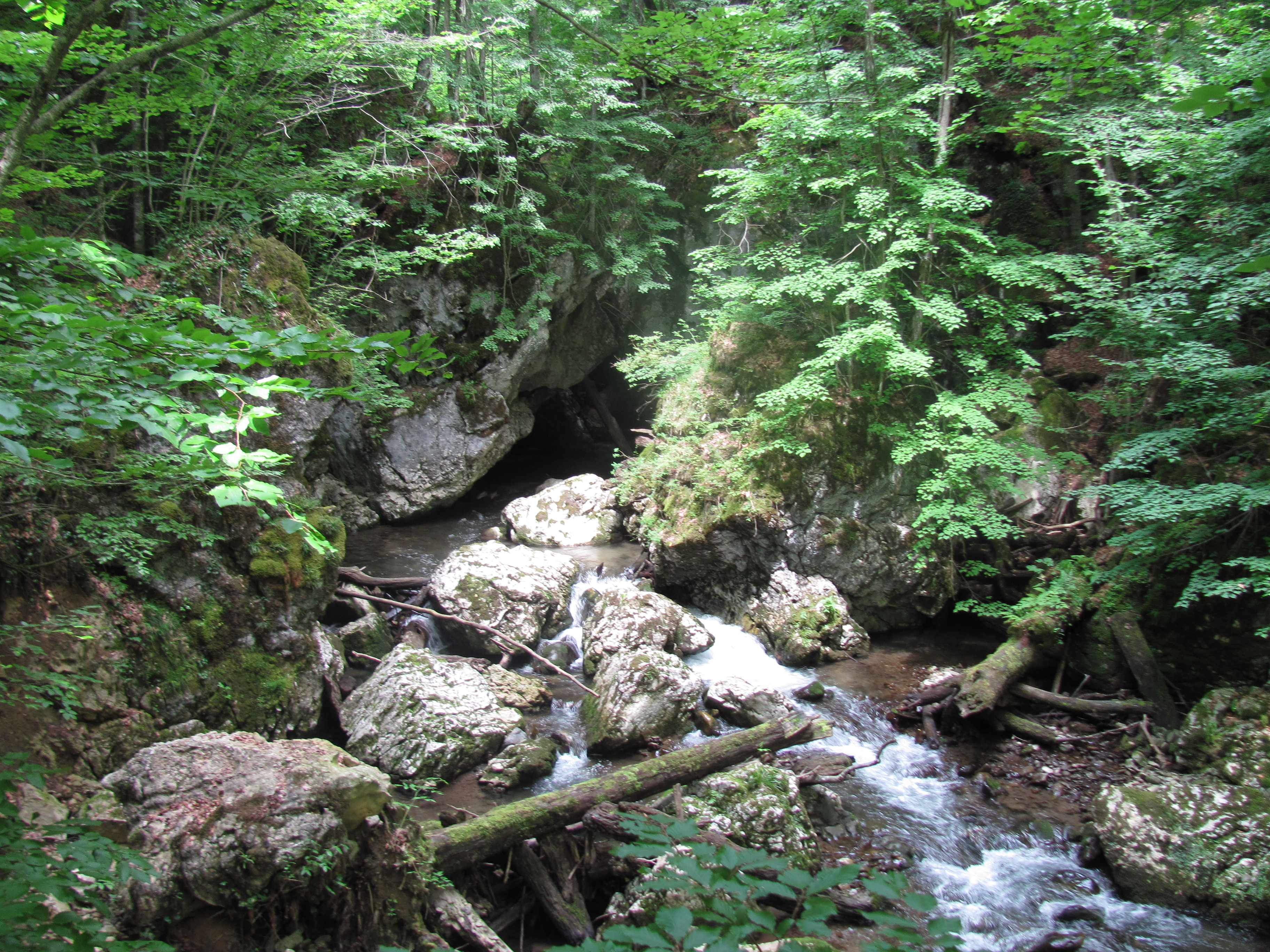

大烏戈利卡河（烏克蘭語：Велика Уголька），是烏克蘭的河流，位於該國西部外喀爾巴阡州，屬於捷列布利亞河的左支流，流經佳切夫區，河道全長27公里，流域面積159平方公里。